# Gotlands runinskrifter 22
G 22 är en medeltida ( andra hälften av 1300-t - omkr. 1400) gravhäll i Öja kyrka, Öja socken och Gotlands kommun. Är identisk med G 25, som dubbelfördes av Otto von Friesen år 1936, då flesta runorna hade varit utplånade.

## Inskriften
Translitterering av runraden:
[+ hiar : huilis : untir : rinm:untr : i oyu : biþin : aler : furir ... herra : naþ : hab... sial ... kiara : beta(r) : hinsarfa :]
Normalisering till äldre fornsvenska:
Hiar hvilis undir ...mundr i Öyu/Öja. Biðin alliʀ fyriʀ ... hærra nað ... sial ... gæra Petar Hinsarfa/Hinsarve.
Översättning till nusvenska:
Här under vilar Ra(g)nmund i Öja. Bedjen alla för … Herres nåd … själ … göra Peter Hinsarve.
G 25 i det nedre högra hörnet av hällen:
Translitterering av runraden:
... ok : ...h : am--...
Normalisering till äldre fornsvenska:
... ok(?) ... ...
Översättning till nusvenska:
... Amen
Ortnamnet ᚼᛁᚿᛍᛆᚱᚠᛆ med «ᛍ»-runa bör i medeltida Gotlands runinskrift translittereras som hinzarve, med Hinze, hypokoristisk form av Henrik. Hinser eller Hinsare finns i Gothems socken.